# دوغ باري
دوغ باري هو لاعب هوكي الجليد كندي، ولد في 2 أكتوبر 1946 في إدمونتون في كندا.

## وصلات خارجية
- دوغ باري على موقع دوري الهوكي الوطني (الإنجليزية)
- دوغ باري على موقع قاعة مشاهير الهوكي (لاعب أن.إتش.أل) (الإنجليزية)
- دوغ باري على موقع EliteProspects.com (الإنجليزية)
- دوغ باري على موقع HockeyDB.com (الإنجليزية)
- دوغ باري على موقع Hockey-Reference.com (الإنجليزية)